# Cricca dello Xinjiang
La cricca Xinjiang fu una fazione militare che governò sullo Xinjiang durante il periodo dei signori della guerra cinesi. Diversamente da tutte le altre cricche, i suoi capi erano tutti provenienti da altre province.

## Storia
Durante la Rivoluzione Xinhai del 1911, il governatore Qing fuggì da Dihua. Una banda dello Yunnan guidata da Yang Zengxin represse la ribellione e il suo comandante divenne capo della provincia e in seguito il presidente Yuan Shikai riconobbe Yang come governatore. Egli fu uno dei pochi a sostenere il tentativo di Yuan di diventare imperatore. Durante la guerra di protezione nazionale, esautorò gli ufficiali che simpatizzavano per il capo della cricca dello Yunnan, Cai E. Dopo la morte di Yuan, riconobbe chiunque governasse a Pechino e mantenne una politica di isolamento e neutralità che tenne lo Xinjiang lontano dagli sconvolgimenti sperimentati nel resto della Cina.
Ma Fuxing e Ma Shaowu, entrambi appartenenti all'etnia Hui (musulmani cinesi) erano membri della cricca ed ebbero incarichi militari e politici sotto Yang.
Nel 1928, alcuni giorni dopo aver riconosciuto il Governo nazionalista del Kuomintang (KMT) di Nanchino, Yang fu assassinato da Fan Yaonan. Gli succedette il suo protetto Jin Shuren originario del Gansu. Jin amministrò completamente la provincia e ne alienò la maggioranza musulmana. Nel 1931, i musulmani si ribellarono contro Jin. Il signore della guerra del Gansu, Ma Zhongying di etnia Hui e appartenente alla cricca Ma invase la provincia e sostenne la ribellione. Presto diversi altri gruppi si ribellarono contro Jin, combattendo spesso l'uno contro l'altro, compresa la separatista Prima Repubblica del Turkestan orientale.
Jin fu deposto da ammutinati, nel 1933, e gli succedette Sheng Shicai. Sheng non era un protetto né di Yang né di Jin. Inizialmente era ufficiale sotto Guo Songling e disertò con Guo al Guominjun. Fu nominato da Nanchino per passare sotto Jin nel 1930. La guerra continuò senza sosta con Nanchino incapace di risolvere il conflitto. Frustrato, Sheng si rivolse all'Unione Sovietica nel 1934. Con il sostegno sovietico Ma Hushan fu sconfitto nel 1937. Sheng trasformò lo Xinjiang in un protettorato sovietico e rifugio sicuro per il Partito Comunista Cinese.
Con l'invasione dell'Unione Sovietica da parte della Germania nazista, nel 1941, Sheng decise di ricongiungersi al Kuomintang ed espulse i consiglieri sovietici ed uccise comunisti. Chiang Kai-shek non poteva fidarsi di Sheng, che tentò di rinegoziare con Iosif Stalin, così lo depose e installò il governo diretto nel 1944. La nuova amministrazione del Kuomintang affrontò quindi una ribellione che andò ad aggiungersi a quella della Seconda Repubblica del Turkestan orientale.